# Paul Alexis

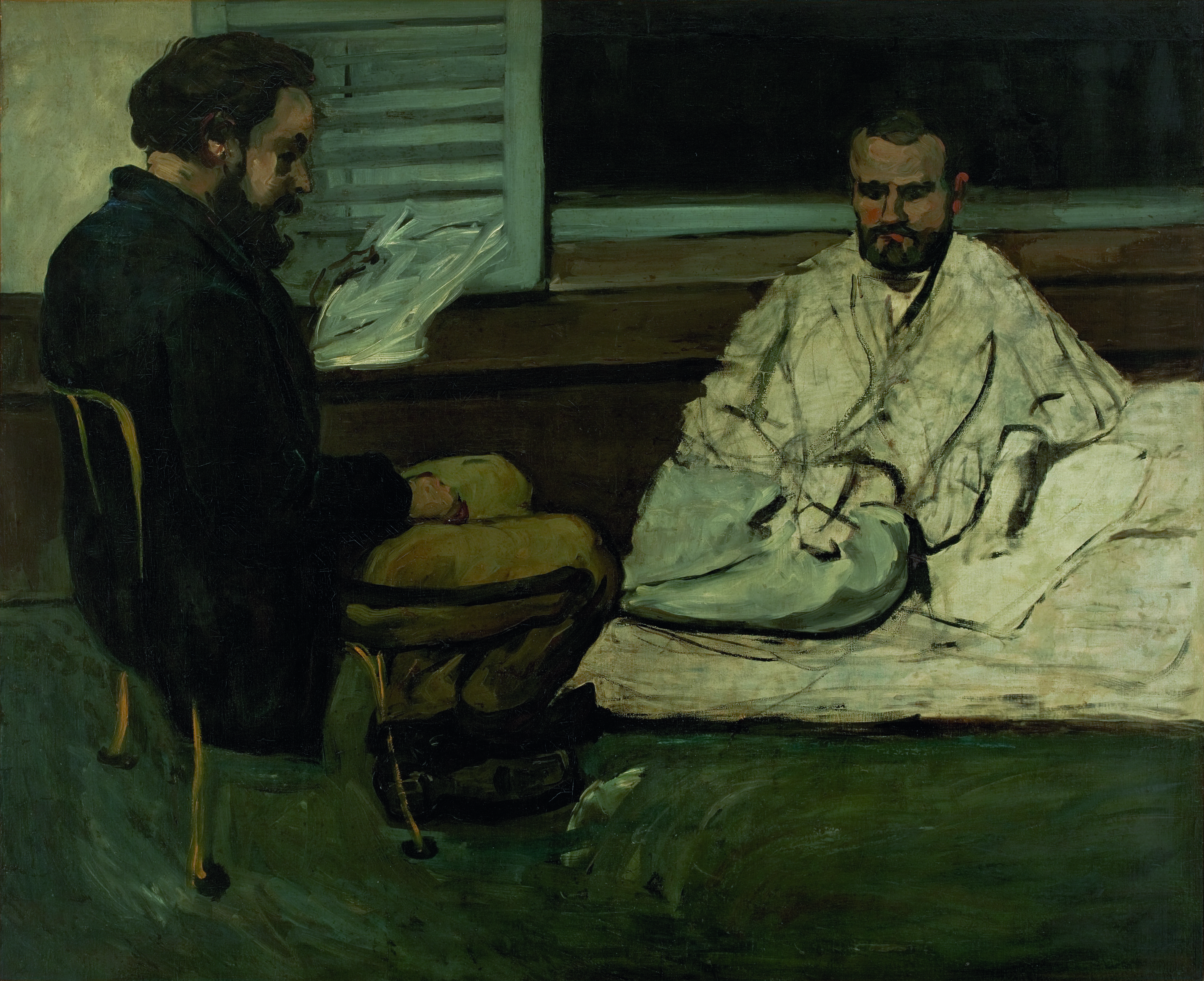
Paul Cézanne, Paul Alexis leest voor Émile Zola, (1869-70)

Paul Alexis (Aix-en-Provence16 juni 1847 – Levallois-Perret 28 juli 1901) was een Frans schrijver die novellen, romans en toneelstukken schreef. Hij was daarnaast actief als kunstcriticus en journalist. Hij was een fervent aanhanger van het Naturalisme in de literatuur.

## Biografie
Paul Alexis kreeg zijn basisopleiding aan het Collège Bourbon in zijn geboortestad Aix-en-Provence. Op aandringen van zijn vader, notaris in Aix, begon hij rechtenstudies aan de universiteit van Aix, maar maakte die niet af. Hij weigerde het notariaat van zijn vader, dat in de familie was sedert 1481, verder te zetten en trekt naar Parijs waar hij zich in 1869 vestigde. Zijn grote ambitie was schrijver te worden. Hij raakte er bevriend met Émile Zola en diens familie. Als journalist werkte hij voor een groot aantal kranten onder andere voor L'Avenir national, La Cloche, Le Corsaire, Le Cri du peuple (onder het pseudoniem Trublot), Gil Blas, Le Journal, La Réforme, Le Récueil en Le Voltaire. Naast zijn journalistieke werk schreef hij een aantal romans onder meer Madame Meuriot, novelles zoals La comtesse en toneelstukken waarbij enkele in samenwerking met Oscar Méténier.
Met Joris-Karl Huysmans, Henry Céard, Guy de Maupassant, Léon Hennique en Émile Zola, maakte hij deel uit van de groep van zes, zes auteurs die samen onder de titel Les Soirées de Médan op 15 april 1880 een werk uitgaven waarvoor elk van hen een novelle had geschreven:
- L'Attaque du Moulin - Émile Zola
- Boule de Suif - Guy de Maupassant
- Sac au dos - J.-K. Huysmans
- La Saignée - Henry Céard
- L'Affaire du Grand 7 - Léon Hennique
- Après la bataille - Paul Alexis

Paul Alexis was een groot bewonderaar van Gustave Flaubert. Hij was ook sterk geïnteresseerd aan de schilderkunst en had verscheidene goede vrienden onder de schilders, onder meer: Pierre-Auguste Renoir, Paul Cézanne, Paul Signac, en Édouard Manet. Hij was een vaste gast in het café Guerbois waar hij Alfred Sisley, Georges Seurat, Camille Pissarro en Lautrec ontmoette. Cézanne heeft hem verscheidene keren geschilderd, onder meer in het werk getiteld La lecture de Paul Alexis chez Zola geschilderd in 1869.
Als kunstliefhebber en zoon uit een rijke familie, kon hij het zich veroorloven om kunst te verzamelen. Hij bezat een uitgebreide collectie schilderijen met onder meer werk van Cézanne, Manet en Paul Signac. Hij hielp ook Vincent van Gogh bij het opzetten van een tentoonstelling in Montmartre net voor diens vertrek naar Arles.
Alexis huwde met Virginie Monnier, een Normandische die hij ontmoette in Honfleur. Het paar had twee dochters. Zijn vrouw overleed in 1900. Paul Alexis was blind geworden door de zware diabetes waar hij aan leed. In 1901 werd hij dood gevonden in zijn huis in Levallois-Perret.

## Werken

### Toneelstukken
- Celle qu'on n'épouse pas (1879)
- La Fin de Lucie Pellegrin (1888), Théâtre libre. - 15/06/1888
- Les Frères Zemganno (1890), (met Oscar Méténier), Théâtre Libre - 25/02/1890
- Monsieur Betsy (1890) (met Oscar Méténier)
- Charles Demailly (1892), (met Oscar Méténier), Théâtre du Gymnase-Dramatique. - 19/12/1892
- La Provinciale (1893)

- Bibsys: 90249213
- Biblioteca Nacional de España: XX1180883
- Bibliothèque nationale de France: cb11888413q (data)
- CiNii: DA18441775
- Gemeinsame Normdatei: 11864470X
- International Standard Name Identifier: 0000 0001 1833 447X
- Library of Congress Control Number: n87145142
- Nationale Bibliotheek van Tsjechië: xx0000652
- Nationale bibliotheek van Australië: 54735214
- Nationale Bibliotheek van Israël: 987007274179205171
- Nederlandse Thesaurus van Auteursnamen: 121570215
- Réseau des bibliothèques de Suisse occidentale: 02-A000005668
- SNAC: w6n62v2s
- Système universitaire de documentation: 026681641
- Trove: 1592327
- Virtual International Authority File: 68924516
- WorldCat: E39PBJtxc7gJcJhFBHXYHffpfq